# اقتصاد طنجة

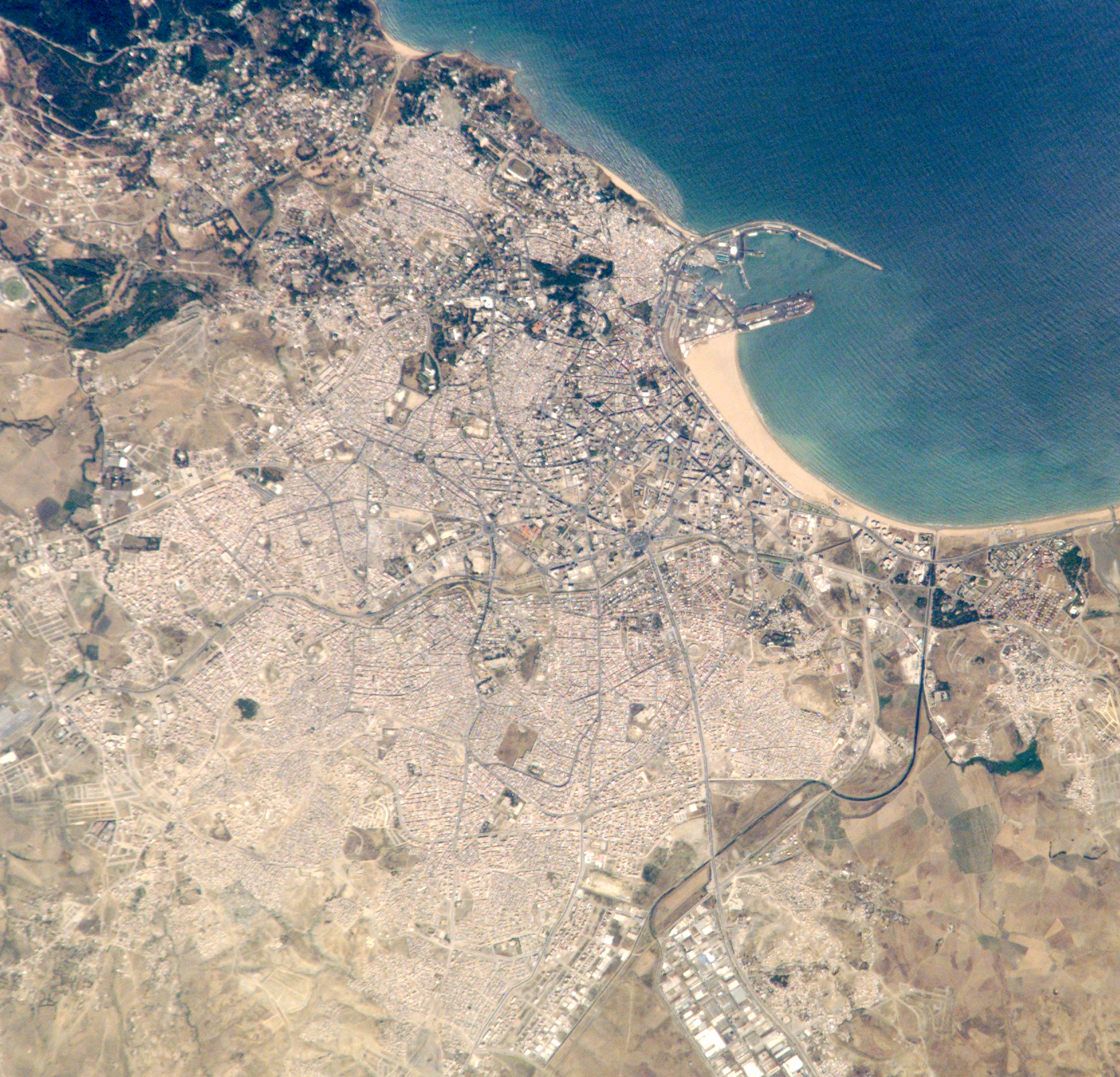
صورة من الأقمار الصناعية لمدينة طنجة

اقتصاد طنجة هي ثالث أكبر المدن المغربية، بعد العاصمة الاقتصادية الدار البيضاء، العاصمة السياسية الرباط.
طنجة ثاني أهم مركز صناعي بعد الدار البيضاء. القطاعات الصناعية المتنوعة: المنسوجات، المواد الكيميائية، الميكانيكية، المعدنية والبحرية. حاليا، فإن المدينة لديها أربعة مجمعات صناعية اثنان منها قد وضع في المنطقة الاقتصادية الحرة (انظر طنجة المنطقة الحرة).
خلال سنتي 2007 و 2008 تكونت لدى المدينة أهمية خاصة بسبب الانتهاء من مشاريع البناء الكبرى التي يجري بناؤها حاليا. وتشمل هذه المشاريع ميناء البحر الأبيض المتوسط-طنجة (ميناء طنجة المتوسط) الصناعي، ملعب رياضي ذات 45,000 مقعد (ملعب طنجة) موسعة في منطقة الأعمال وتجديد البنية التحتية السياحية.
الزراعة في منطقة طنجة عالية وخاصة الحبوب.
البنية التحتية لهذه المدينة التي تقع بالقرب من مضيق جبل طارق يتكون من الموانئ التي يتدفق عبرها السلع والمسافرين (أكثر من مليون مسافر سنويا)، يدمج مارينا مع الصيد في الميناء. حرفيو  التجارة في المدينة القديمة متخصصون أساسا في الجلد والحرف اليدوية المصنوعة من الخشب والفضة التقليدية والملابس والأحذية من أصل مغربي.
شهدت المدينة وتيرة سريعة  للهجرة من الريف عن غيرها من المدن الصغيرة والقرى. عدد السكان قد تضاعف أربع مرات خلال السنوات ال 25 الماضية (1 مليون نسمة في عام 2007 مقابل 250,000 في عام 1982). هذه الظاهرة أدت إلى ظهور أحياء هامشية يسكنها الفقراء، التي غالبا ما تفتقر إلى ما يكفي من البنية التحتية.

## السياحة

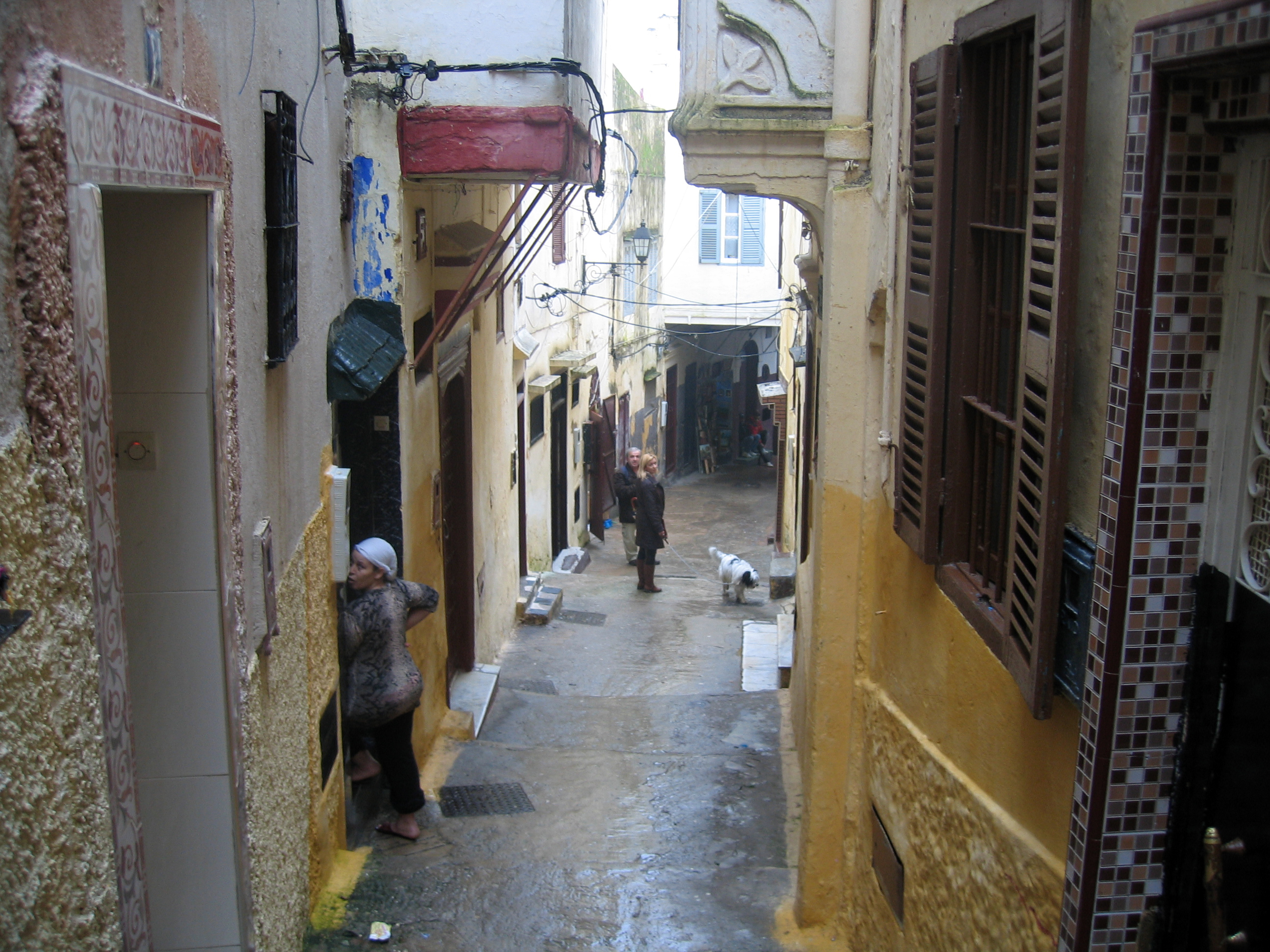
شارع في المدينة القديمة

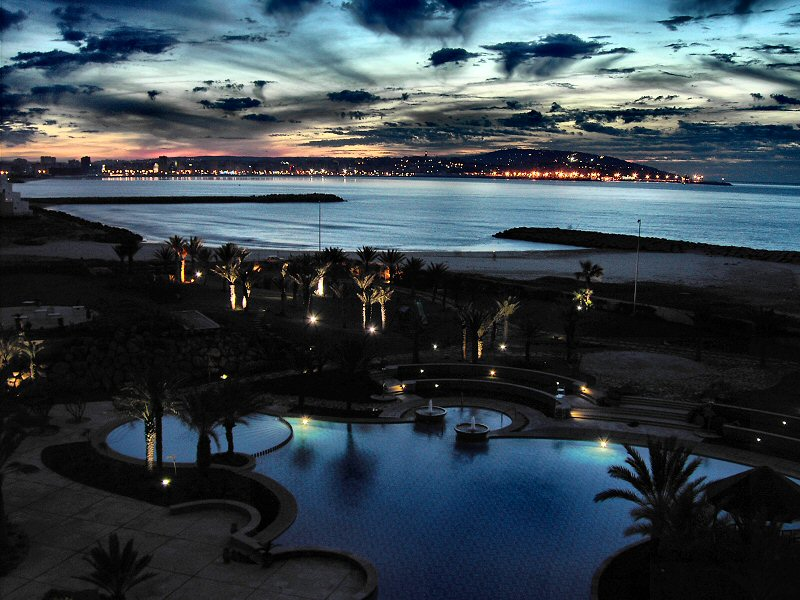
عرض من خليج طنجة في غروب الشمس كما يرى من ضاحية رأس ملباطا.

اقتصاد طنجة يعتمد بشكل كبير على السياحة. المنتجعات الساحلية في تزايد مع المشاريع الممولة من الاستثمارات الأجنبية. العقارات والبناء شركات الاستثمار في البنى التحتية السياحية. وترسيم خليج وسط المدينة يمتد لأكثر من سبعة كيلومترات.
«هامبتونز إنترناشيونال» و"إعمار" قد أسدلوا الستار  مؤخرا عن منتجع طنجة على المحيط الأطلسي يبعد عشرين دقيقة بالسيارة عن مدينة طنجة وساعة من إسبانيا.

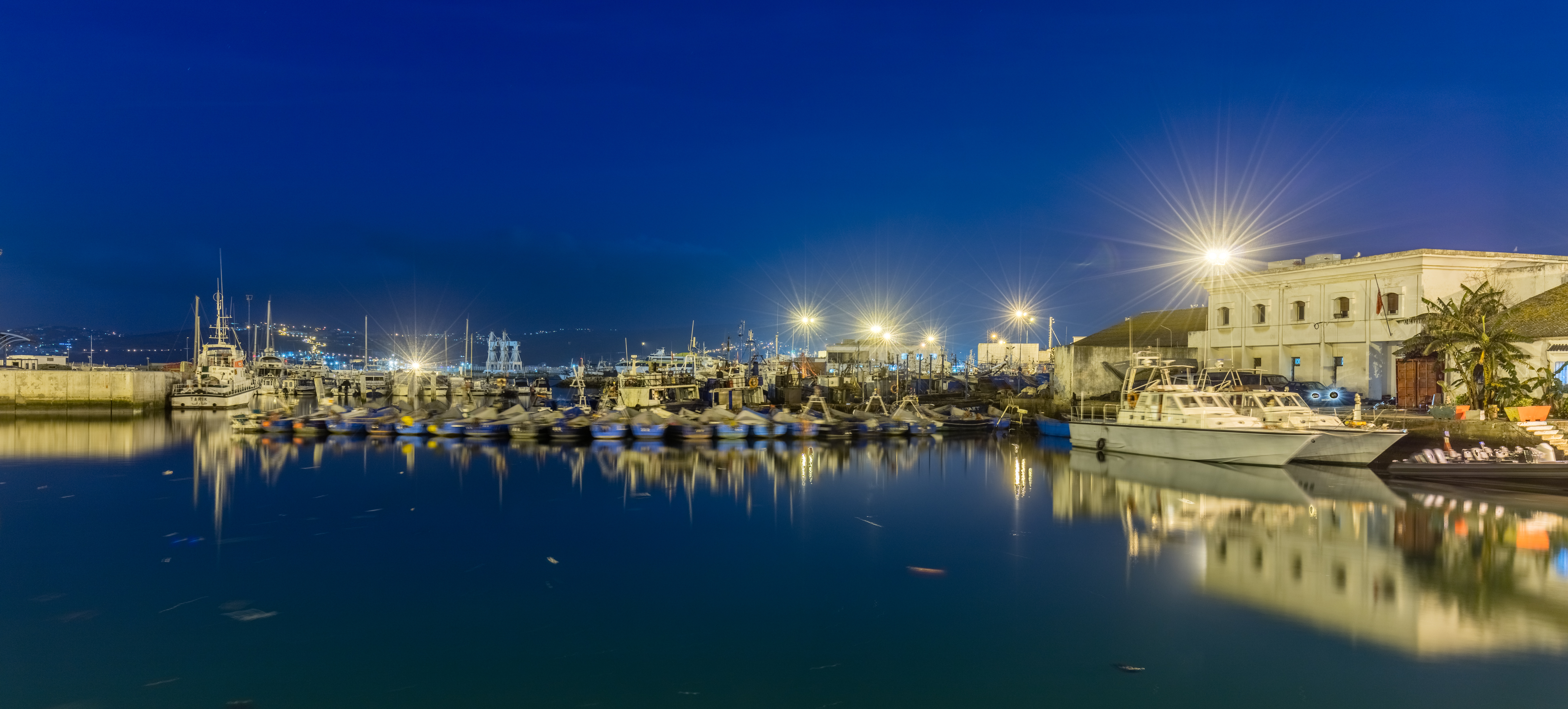
ميناء طنجة.

عادة ما يتميز المنتجع بثروة من الترفيه والاستجمام. مع هذا التطور تهدف «إعمار» إلى الاستفادة من تأجير السوق؛ الإستراتيجية السليمة مع النقص الحالي في نوعية السكن المتاح وأيضا لا ضريبة على إيرادات الإيجار على المشترين لمدة خمس سنوات.
من حيث التسعير على أعلى حد من السوق، التسعير في أي مكان بين 1,575 و 4,726 دولار أمريكي لكل متر مربع بنيت اعتمادا على المواصفات والخدمات التي لا تزال قادرة على المنافسة مع غيرها من الوجهات في أوروبا والشرق الأوسط.

## التنمية
قبل 1956 كانت مدينة طنجة لها وضع دولي. كانت  جذبت العديد من الفنانين. بعدما المغرب استعاد السيطرة على مدينة طنجة، لم يعد هذا الاهتمام. الاستثمارات منخفضة والمدينة فقدت الأهمية الاقتصادية. ولكن عندما أصبح محمد السادس ملكا في عام 1999، قد وضع خطة للإنعاش الاقتصادي بطنجة.
الازدهار الاقتصادي في المدينة تسبب بطفرة سكانية. ورفع مستوى الخدمات الاجتماعية والبنية التحتية أصبح ضرورة. على نطاق واسع برنامج التنمية تم إنفاق 2.46 مليار درهم (حوالي 320 مليون دولار) لرفع مستوى المدينة. وتمت الموافقة عليه في آب / أغسطس 2008 تحت رئاسة الملك محمد السادس.
تطوير البرنامج سوف يستفيد منه أساسا الأحياء الشعبية والضواحي من أجل ضمان الانسجام مع المناطق الحضرية من خلال تعزيز البنى التحتية وتوفير معدات المشاريع المتعلقة بالبيئة. هذه الاستثمارات الهائلة تهدف إلى تمكين وإعطاء طنجة مرة أخرى صورة مرموقة والتعامل مع التنمية الاقتصادية في المنطقة الشمالية وتضخيم هيكلة المشاريع التي أطلقت هنا وهناك على سواحل البحر الأبيض المتوسط في المملكة. المدينة القديمة  في طنجة استفادت من مبلغ 11.5 مليون دولار لتجديد شبكة الطرق، المواصلات العامة، وتحسين حركة المرور وتعزيز المعدات الاجتماعية.

### البنية التحتية
ومن التطورات الجديدة المطار الجديد واستاد لكرة القدم مع 45,000 متفرج، قطار فائق السرعة وخط لطريق سريع جديد الذي يربط بين مدينة الرباط والدار البيضاء. بالإضافة إلى ذلك، محطة قطار جديدة شيدت تسمى باسم مدينة طنجة.
السكك الحديدية عالية السرعة "TGV" التي تربط طنجة بالدار البيضاء أصبحت جاهزة منذ عام 2018 ومن المتوقع أن تحمل 8 ملايين مسافر في السنة الأولى. هذا الخط سوف يتطلب استثمارات تصل إلى 2.7 مليار دولار من الاستثمارات. 18 قطار يلزم لهذا المشروع من شأنها أن تساهم في تقليص مدة الرحلة بين اثنين من الأقطاب الاقتصادية إلى 2h10 بدلا من 4h40 الآن.
طنجة هي أيضا موطن عالي الإنتاجية لمصنع السيارات التي تديرها رينو. مصنع أنتج  000 100 سيارة في عام 2013، وسوف ينتج في نهاية المطاف 000 400 سنويا. السيارات المنتجة في المصنع يتم تصديرها إلى العديد من الوجهات حول العالم، بما في ذلك فرنسا وألمانيا وتركيا.

## المنطقة الحرة للتصدير بطنجة
إنشاء المنطقة الحرة للتصدير بطنجة زاد الناتج الاقتصادي في المدينة بشكل ملحوظ. دور المنطقة هو حماية بيئة التجارة الحرة حيث الشركات من جميع أنحاء العالم يمكن أن تعمل معفاة من الضرائب. ويغطي مساحة 345 هكتار. وهو يتضمن مساحة واسعة لميناء الحاويات في أكبر تقاطع للطرق البحرية في العالم مع القدرة على التعامل مع كل سفن الركاب والشحن. المنطقة الحرة تسمح لطنجة إلى تطوير الصناعة لتصبح ركيزة أساسية في البلاد.

## ميناء طنجة المتوسط
طنجة-المتوسط هو أكبر ميناء في أفريقيا وواحد من أكبرها في البحر الأبيض المتوسط. يحتوي المجمع على أهمية الآثار الاقتصادية من حيث الوظائف، خلق القيمة المضافة والاستثمار الأجنبي. لها موقف معين على مضيق جبل طارق في العبور من اثنين من الطرق البحرية الرئيسية، ويبعد 15 كم عن الاتحاد الأوروبي يمكن أن تخدم السوق مئات الملايين من المستهلكين من خلال الصناعة والتجارة في المناطق الحرة والتي سوف يتم تشغيلها من قبل الشركات المعروفة في القطاع الخاص.
كما أن هناك نموا قويا في السوق لحاويات شحن وأصبحت الرائدة في مركز شحن الحبوب والتي هي غير موجودة في شمال غرب أفريقيا في الوقت الحاضر. المجمع من تنفيذ وتنسيق وإدارة  TMSA، وهي شركة خاصة مع الصلاحيات العاملة بموجب اتفاق مع الدولة والتفاعل مع مختلف الوزارات المعنية.